# Hylemera aetionaria
Hylemera aetionaria är en fjärilsart som beskrevs av Swinhoe 1904. Hylemera aetionaria ingår i släktet Hylemera och familjen mätare. Inga underarter finns listade i Catalogue of Life.